# Rugby 7 en los Mini Juegos del Pacífico
El rugby 7 es una de las tantas disciplinas de los Mini Juegos del Pacífico.
Se jugó por primera vez en Mini Juegos del Pacífico de 1997, en la V edición de los Juegos.
En las edición de 1985, se disputó en formato de rugby XV.

## Historial

### Rugby 15
| Evento         | Oro        | Plata           | Bronce |
| -------------- | ---------- | --------------- | ------ |
| Rarotonga 1985 | Islas Cook | Nueva Caledonia | Tahití |

### Rugby 7
| Evento         | Oro   | Plata           | Bronce        |
| -------------- | ----- | --------------- | ------------- |
| Pago Pago 1997 | Samoa | Samoa Americana | Islas Salomón |
| Rarotonga 2009 | Samoa | Fiyi            | Tonga         |
| Mata-Utu 2013  | Samoa | Fiyi            | Tonga         |
| Port Vila 2017 | Samoa | Fiyi            | Tonga         |

## Medallero
| Núm. | País            | Oro | Plata | Bronce | Total |
| ---- | --------------- | --- | ----- | ------ | ----- |
| 1    | Samoa           | 4   | 0     | 0      | 4     |
| 2    | Fiyi            | 0   | 3     | 0      | 3     |
| 3    | Samoa Americana | 0   | 1     | 0      | 1     |
| 4    | Tonga           | 0   | 0     | 3      | 3     |
| 5    | Islas Salomón   | 0   | 0     | 1      | 1     |

Nota: El torneo de los Mini Juegos del Pacífico de 2017 es el último considerado